# Distrito Histórico de Cass Park
El Distrito Histórico de Cass Park es un distrito histórico en Midtown Detroit, Míchigan, que consta de 25 edificios a lo largo de las calles de Temple, Ledyard y Segunda, que rodea Cass Park. Fue incluido en el Registro Nacional de Lugares Históricos en 2005 y designado distrito histórico de la ciudad de Detroit en 2016. Incluye edificios notables como la sede de la Compañía S.S. Kresge y el Templo Masónico de Detroit.

## Historia
El área que rodea Cass Park se diseñó originalmente como parte de una granja francesa de franjas que se extiende desde el río Detroit. Lewis Cass, el homónimo del parque, compró la granja en 1816 cuando se mudó a la zona. Construyó una casa en la calle Larned entre las avenidas Primera y Segunda, y en 1840 una casa más grande en la esquina noroeste de las calles Fort y Cass. A partir de 1836, comenzó a subdividir su tierra, repartiendo lotes entre Larned y el río. Durante los siguientes 30 años, planificó secciones más al norte de su reclamo. 
El área que ahora abarca el distrito histórico de Cass Park comenzó a venderse como lotes después de 1859. En 1860, Cass traspasó una sección de tierra a la ciudad de Detroit, delimitada por Second, Ledyard, Cass y Bagg (ahora Temple), para ser utilizado como parque público.
En 1863, la Detroit City Railway Company inició el servicio de tranvía a lo largo de Woodward Avenue, a solo unas pocas cuadras de Cass Park. El servicio de tranvía impulsó el desarrollo hacia el norte a lo largo de Woodward, incluida el área de Cass Park. El área pronto se convirtió en un suburbio de moda de la ciudad. 
En 1875, la ciudad ajardinó Cass Park, plantando varios árboles nuevos. En la década de 1880, algunos de los ciudadanos más destacados de Detroit vivían a lo largo del parque, incluidos James Vernor, E. W. Voigt y John H. Avery. La casa de Avery en 457 Ledyard es la única residencia que queda de este período dentro del distrito.

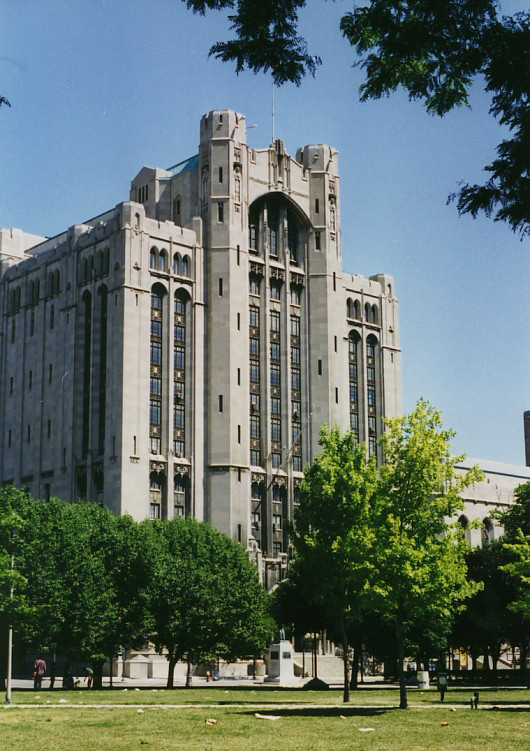
El Templo Masónico.

El área de Cass Park continuó siendo una dirección de moda en el siglo XX. Sin embargo, la década de 1890 vio la introducción de edificios de apartamentos de lujo. En 1895, se construyó el Alhambra Flats en el templo 100-112, seguido en 1905 por Cromwell Flats en 2942 Second, y en 1908 por Ansonia Flats en 2909 Second. 
A medida que Detrtoit continuó desarrollándose, comenzaron a aparecer edificios de apartamentos con unidades más pequeñas pero más numerosas, incluidos los apartamentos Manhattan en 2966 Second (1905), y los Apartamentos Altadena en 2952 Second (1911). Esto marcó una transformación del área de Cass Park, pues las casas familiares que rodean el parque fueron reemplazadas por edificios de apartamentos. En 1925, se habían construido varios edificios de apartamentos nuevos.

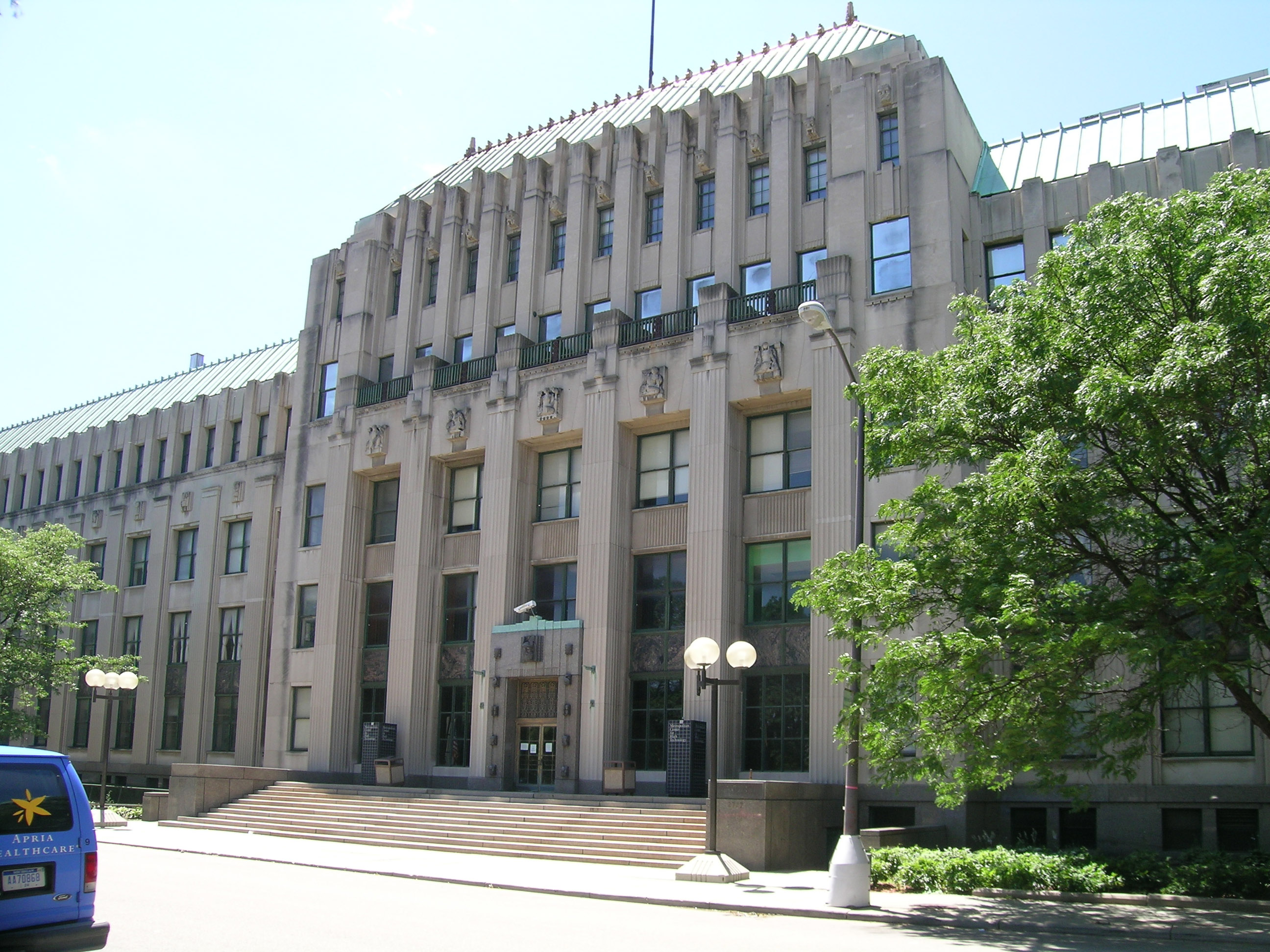
Antigua sede mundial de SS Kresge.

Además, a principios de la década de 1920, el desarrollo comercial del Downtown llegó al área de Cass Park, y las empresas construyeron su sede cerca del parque. 
La primera de ellas fue la Standard Accident Insurance Company, que construyó su sede en 640 Temple en 1921. También en 1920, la masonería de la ciudad había comprado un terreno en lo que ahora es Temple Avenue para construir un nuevo edificio, en sustitución de la logia en Lafayette. 
La construcción del Templo Masónico de Detroit, el edificio más grande del distrito, comenzó en 1920 y se completó en 1926. Los Knights of Pythias siguieron su ejemplo, construyendo una sede adyacente al Templo Masónico en 1926. En 1927, la Corporación SS Kresge construyó su Sede mundial a lo largo del parque.
Negocios más pequeños ubicados a lo largo de Cass Avenue, más transitada, cerca del parque. Se construyeron varias estructuras en esta área, incluido un edificio comercial que alberga la Corporación Lasky en el templo 146-166 en 1923, el garaje Will Mar en el templo 131 en 1924 y un edificio de intercambio de películas en el 479 de Ledyard en 1936. Durante la Segunda Guerra Mundial la creciente población de la ciudad hizo que los propietarios de apartamentos en el área subdividieran sus unidades para albergar la afluencia de trabajadores.
Después de la guerra, el área se deterioró económicamente, y los edificios de apartamentos se dividieron en unidades deficientes. Muchos edificios cayeron en mal estado o fueron abandonados. 
Durante las décadas de 1950 y 1970, el área de Cass Park se convirtió en uno de los vecindarios más deprimidos económicamente de la ciudad, y varias organizaciones benéficas se mudaron al área. En 1955, la Diócesis Episcopal de Detroit construyó el Mariners Inn en 445 Ledyard como refugio y centro de tratamiento para marineros alcohólicos. 
La construcción de la Interestatal 75 en Míchigan, que separó el parque del Downtown, aceleró el declive del vecindario. Las empresas se mudaron a los suburbios y los edificios abandonados fueron ocupados por organizaciones sin fines de lucro, abandonados o arrasados.

## Descripción

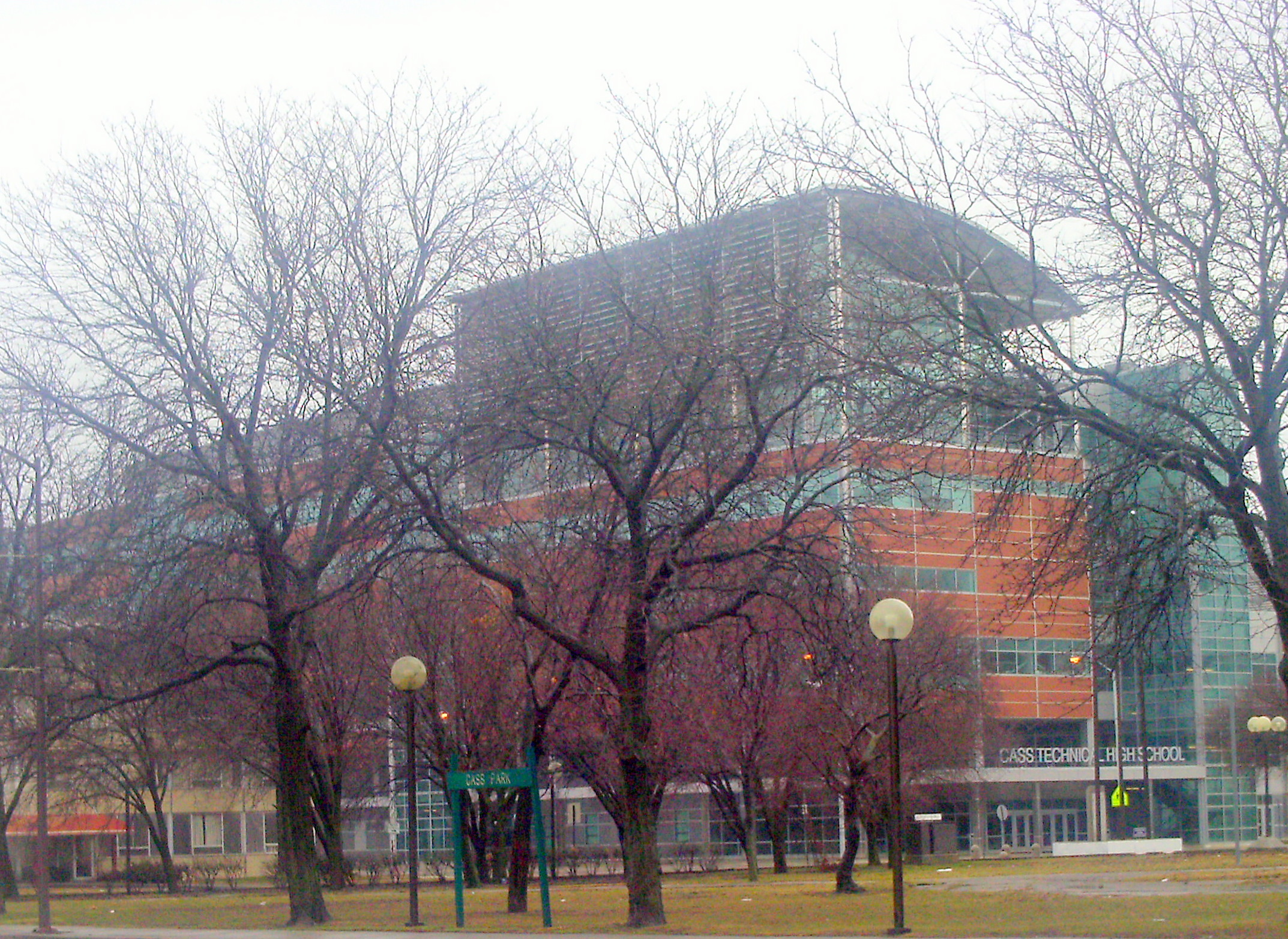
La nueva Escuela Secundaria Técnica Cass.

El distrito histórico de Cass Park incluye Cass Park, una plaza formal con senderos en ángulo y estatuas dispersas, así como varios edificios de oficinas comerciales, edificios de apartamentos, el monumental Templo Masónico de Detroit y otras estructuras que rodean el parque. Cass Park es un espacio verde ajardinado que contiene abundantes árboles, bancos de parque y juegos de juegos modernos y multicolores. Una fuente estuvo una vez en el centro del parque. Una estatua de Robert Burns, esculpida por George Anderson Lawson en 1921, se encuentra en el lado norte del parque, frente al Templo Masónico. La nueva Escuela Secundaria Técnica Cass está ubicada justo al sur del parque, y varios otros edificios, todos los cuales están contenidos dentro de este distrito histórico, rodean y enmarcan el espacio del parque.
La designación nacional incluye 25 edificios, dos de los cuales están demolidos (Adams Apartments y Williams Apartments) y dos de los cuales están clasificados como no contribuyentes al distrito (Park Plaza y Cass Park Baptist Center). La designación de la ciudad de Detroit incluye 19 de los 25 edificios incluidos en la designación nacional, excepto las cuatro estructuras demolidas y no contribuyentes, así como el Mariners Inn y el Will Mar Garage. Dos de los edificios del distrito (la sede de la Compañía S.S. Kresge y el Templo Masónico de Detroit) están incluidos individualmente en el Registro Nacional de Lugares Históricos.